# Corbicula fluminea
Corbicula fluminea е сладководна мида от семейство Corbiculidae.

## Разпространение и местообитание
Видът е разпространен в речните системи на Източна и Югоизточна Азия, както и части от Африка. Благодарение на корабите е разпространен и в Северна и Южна Америка, както и в Европа. Построяването на канала Рейн – Майн – Дунав е причина видът да се интродуцира и в Дунав. За България мидата е инвазивен вид, който освен в Дунав се среща и в някои от неговите български притоци.

## Описание
Черупките са с размери до 5 cm. На цвят са жълтозелени с концентрични кръгове.

## Размножаване
Мидите са хермафродитни и в повечето от случаите се наблюдава самооплождане. Характелна е високата гъстота на популацията – от 100 до 200 индивида на квадратен метър, но често може да достигне и до 3000 броя.

## Хранене
Мидите се хранят чрез филтрация на водата.